# برنار أرنو
برنارد جان إتيان أرنو (من مواليد 5 مارس 1949) هو رجل أعمال فرنسي، ومستثمر، وجامع أعمال فنية. وهو المؤسس ورئيس مجلس الإدارة والرئيس التنفيذي لشركة أل في أم أش أكبر شركة للسلع الفاخرة في العالم. وفقًا لمجلة فوربس بلغ صافي ثروة أرنو 204.9 مليار دولار أمريكي اعتبارًا من 26 يناير 2024.

## حياته
أرنو هو ملياردير ورجل أعمال فرنسي. وهو مؤسس ورئيس مجلس الإدارة والرئيس التنفيذي لمجموعة لويس فيتون المختصة ببيع السلع الفاخرة التي تتكون من سبعين ماركة من الماركات والعلامات التجارية العالمية الفاخرة بما في ذلك لويس فويتون وديور وفيندي و سيفورا. والد أرنو كان قد كون ثروة صغيرة بينما وضع هو 15 مليون دولار لشراء شركة كريستيان ديور عام 1985.
في يوليو 2019، مع أصول بلغت قيمتها 92 مليار يورو أصبح برنارد أرنو أول ثروة في فرنسا وأوروبا، والثاني عالميا.
وفقًا لتصنيف مجلة فوربس لعام 2021، يعد برنارد أرنو أغنى رجل في العالم، حيث تقدر أصوله بـ 221.4 مليار دولار أمريكي. ·  · 
وفي يناير 2024 ووفقاً لتصنيف مجلة فوربس للمليارديرات أصبح أغنى شخص في العالم حيث ارتفعت صافي ثروته إلى 207.8 مليار دولار.
في 2019، أنفق 3.2 مليار دولار أمريكي للاستحواذ على مجموعة بلموند للفنادق والتي تملك 35 فندقا فاخرا و 7 قطارات و3 رحلات نهري. وفي يناير 2021 أتمت لويس فيتون صفقة بلغت 15.8 مليار دولار أمريكي مع تيفاني أند كومباني الأمريكية للمجوهرات لتصبح أكبر علامة مجوهرات على الإطلاق.
يعد من أبرز رجال الأعمال الأوروبيين و يعتبر نفسه ممثلا للثقافة والإرث الفرنسي .

## أصوله
ولد برنار ارنو في 5 مارس 1949 بمدينة روبيه في شمال فرنسا. وهو ينتمي الى عائلة ثرية مما جعله يتمتع بتربية برجوازية. تعلم العزف على البيانو وفنون ركوب الخيل والتنس منذ ان كان يبلغ من العمر ثلاث سنوات.
والده، جان أرنو، هو رجل أعمال من اسرة عسكرية ألزاسية. تخرج من المدرسة النخبوية لويس لو غران ومن المدرسة المركزية لباريس.
والدته، ماري-جوزيف سافينيل، ذات اصول أوفيرجناتية، وهي إبنة مؤسس فيريت-سافينيل للأعمال العامة. وقد تعارفا والداه عندما كان والده مهندسا في هذه المؤسسة، وتزوجا في 12 أبريل 1947.
وفي سنة 1950، كلف إتيان سافينيل، والد ماري صهره جان بإدارة شركته.
لدى برنار ارنو أخت تدعى دومينيك من مواليد 1950. وهي متزوجة من مارك واتين وتدير شركة فراد للمجوهرات.

## مسيرته الدراسية
تخرج ارنو من ثانوية ماكسانس-فان-دير-ميرش في روبيه، ثم من ثانوية فيدرب في ليل حيث أكمل المرحلة التحضيرية.
في سنة 1968، قبل من المدرسة متعددة التقانات (البوليتيكنيك)، لكنه لم يتمكن من اجتياز الاختبارات البدنية بسبب كسر في ذراعه. ورغم قبوله في المرتبة الثانية من قبل المدرسة الوطنية العليا للمناجم بباريس، الا انه خير إعادة المناظرة في العام الموالي. وهكذا بدأ دراسته بالبوليتكنيك في 1969 وتخرج منها سنة 1971.

## وصلات خارجية
- برنار أرنو على موقع IMDb (الإنجليزية)
- برنار أرنو على موقع الموسوعة البريطانية (الإنجليزية)
- برنار أرنو على موقع مونزينجر (الألمانية)
- برنار أرنو على موقع إن إن دي بي (الإنجليزية)
- برنار أرنو على موقع قاعدة بيانات الفيلم (الإنجليزية)
- Being LVMH's Bernard Arnault- Profile story from وول ستريت جورنال
- A Guide to the Principal Holdings of Bernard Arnault also in وول ستريت جورنال